# Cục Quản lý đấu thầu (Việt Nam)
Cục Quản lý đấu thầu là đơn vị thuộc Bộ Tài chính, có chức năng tham mưu, giúp Bộ trưởng Bộ Tài chính thực hiện quản lý nhà nước về đấu thầu và đầu tư theo phương thức đối tác công tư (PPP).
Cục Quản lý đấu thầu có tư cách pháp nhân, có con dấu riêng, được mở tài khoản tại Kho bạc Nhà nước và ngân hàng theo quy định của pháp luật.
Cục Quản lý đấu thầu thành lập ngày 1/10/1994, với tiền thân là Văn phòng xét thầu Quốc gia.
Chức năng, nhiệm vụ, quyền hạn và cơ cấu tổ chức của Cục Quản lý đấu thầu được quy định tại Quyết định số 371/QĐ-BTC ngày 26 tháng 02 năm 2025 của Bộ trưởng Bộ Tài chính.

## Nhiệm vụ và quyền hạn
1. Chủ trì xây dựng, trình cấp có thẩm quyền ban hành cơ chế, chính sách, văn bản quy phạm pháp luật về đấu thầu lựa chọn nhà thầu, nhà đầu tư và đầu tư theo phương thức PPP.
2. Tổ chức phổ biến, tuyên truyền, hướng dẫn thực hiện các quy định của pháp luật lựa chọn nhà thầu, nhà đầu tư, đầu tư theo phương thức PPP và cam kết của Việt Nam về đấu thầu theo quy định tại các điều ước quốc tế mà Việt Nam là thành viên.
3. Tổ chức thẩm định kế hoạch tổng thể lựa chọn nhà thầu, kế hoạch lựa chọn nhà thầu thuộc thẩm quyền phê duyệt của Thủ tướng Chính phủ và các trường hợp khác được Thủ tướng Chính phủ giao theo quy định của pháp luật.
4. Tổ chức thẩm định kế hoạch tổng thể lựa chọn nhà thầu, kế hoạch lựa chọn nhà thầu, lựa chọn nhà thầu, nhà đầu tư trong trường hợp đặc biệt thuộc thẩm quyền phê duyệt của Bộ trưởng Bộ Tài chính.
5. Thực hiện nhiệm vụ bộ phận thường trực giúp việc của Hội đồng tư vấn giải quyết kiến nghị về lựa chọn nhà thầu, nhà đầu tư cấp Trung ương theo phân công của Bộ trưởng Bộ Tài chính.
6. Tổ chức kiểm tra hoạt động lựa chọn nhà thầu, lựa chọn nhà đầu tư theo quy định của pháp luật về đấu thầu và pháp luật về đầu tư theo phương thức PPP; tham gia các hoạt động kiểm tra, thanh tra do các cơ quan, đơn vị khác chủ trì thực hiện theo phân công của Bộ trưởng Bộ Tài chính.
7. Tổng hợp, báo cáo tình hình thực hiện hoạt động đấu thầu hằng năm của bộ, ngành, địa phương.
8. Thực hiện nhiệm vụ hợp tác quốc tế thuộc lĩnh vực đấu thầu và đầu tư theo phương thức PPP theo phân công của Bộ trưởng Bộ Tài chính và quy định của pháp luật; chủ trì hoặc tham gia đàm phán, tổ chức thực hiện cam kết của Việt Nam về đấu thầu theo quy định tại các điều ước quốc tế mà Việt Nam là thành viên.
9. Quản lý, khai thác, giám sát vận hành và phát triển Hệ thống mạng đấu thầu quốc gia và đấu thầu qua mạng.
10. Xây dựng và quản lý hệ thống thông tin và các cơ sở dữ liệu về đấu thầu, đầu tư theo phương thức PPP.
11. Cung cấp dịch vụ tư vấn, hỗ trợ đấu thầu lựa chọn nhà thầu, nhà đầu tư, đầu tư theo phương thức PPP.
12. Tổ chức đào tạo, bồi dưỡng chuyên môn, nghiệp vụ cho các tổ chức, cá nhân tham gia hoạt động đấu thầu và tổ chức cá nhân liên quan khác; tổ chức cấp chứng chỉ nghiệp vụ về đấu thầu theo quy định của pháp luật đấu thầu.
13. Chủ trì thực hiện nhiệm vụ quản lý đối với hội, hiệp hội có lĩnh vực hoạt động chính thuộc chức năng quản lý nhà nước của Cục Quản lý đấu thầu.
14. Thực hiện công tác pháp chế theo quy định của pháp luật và phân công, phân cấp của Bộ trưởng Bộ Tài chính.
15. Quản lý tổ chức bộ máy, biên chế, công chức, viên chức, người lao động và tài sản, tài chính được giao theo quy định của pháp luật và phân cấp của Bộ trưởng Bộ Tài chính.
16. Thực hiện các nhiệm vụ, quyền hạn khác do Bộ trưởng Bộ Tài chính giao.

## Cơ cấu tổ chức
1. Cục Quản lý đấu thầu được tổ chức 05 phòng, gồm:
a) Văn phòng;
b) Phòng Đấu thầu;
c) Phòng Chính sách đấu thầu;
d) Phòng Hợp tác quốc tế;
đ) Văn phòng Đối tác công tư (PPP).
Nhiệm vụ cụ thể của các phòng do Cục trưởng Cục Quản lý đấu thầu quyết định.
2. Đơn vị sự nghiệp:
a) Trung tâm Đấu thầu qua mạng quốc gia;
b) Trung tâm Hỗ trợ đấu thầu.
Chức năng, nhiệm vụ, quyền hạn và cơ cấu tổ chức của đơn vị sự nghiệp thuộc Cục Quản lý đấu thầu do Bộ trưởng Bộ Tài chính quy định.
3. Cục Quản lý đấu thầu làm việc theo tổ chức phòng kết hợp với chế độ chuyên viên. Đối với công việc thực hiện chế độ chuyên viên, Cục trưởng Cục Quản lý đấu thầu phân công nhiệm vụ cho công chức phù hợp với chức danh, tiêu chuẩn và năng lực chuyên môn để đảm bảo hoàn thành nhiệm vụ được giao.
4. Cục Quản lý đấu thầu được bố trí kế toán trưởng tại các đơn vị dự toán theo quy định hiện hành của pháp luật và của Bộ Tài chính.
5. Biên chế công chức của Cục Quản lý đấu thầu do Bộ trưởng Bộ Tài chính quyết định, số lượng người làm việc của đơn vị sự nghiệp công lập thuộc Cục Quản lý đấu thầu thực hiện theo quy định của pháp luật.

## Lãnh đạo Cục[2]
- Cục trưởng: Trần Hào Hùng
- Phó Cục trưởng:

1. Nguyễn Thị Thúy Hằng
2. Vũ Quỳnh Lê
3. Dương Huy Hoàng